# Fundación Sierra Minera
La Fundación Sierra Minera (FSM) es una organización sin ánimo de lucro española creada en 1998 por asociaciones y personas que trabajan por el desarrollo socioeconómico de la Sierra Minera de Cartagena-La Unión, zona deprimida tras el cese de la actividad minera,  para incidir en  los sectores de población más desfavorecidos o en riesgo de exclusión social.
Los 3 campos fundamentales de su actividad son:
- La protección[3] y recuperación de su patrimonio cultural, etnográfico y ambiental.[1]

Para ello cuenta con dos importantes recursos:
1. El Huerto Pío, que fue declarado en 2024 Bien de Interés Cultural (BIC), con categoría de lugar de interés etnográfico, situado en Roche Alto, en el municipio de La Unión. En él se dan cursos para la recuperación de la agricultura tradicional.[4][5]
2. El Centro de Interpretación de Mina Las Matildes.[6][7]Situado en El Beal.

- La formación e inserción sociolaboral de la población en riesgo de exclusión:
  1. Programa integral con la población del Barrio San Gil de La Unión.[8]
  2. Servicio de orientación y de apoyo a la inserción laboral de la población en riesgo de exclusión.[8][9][10]
  3. Proyectos con población inmigrante.[8]
- El fortalecimiento del asociacionismo en la zona.

## Actividades
-Diseño de rutas e itinerarios guiados por la Sierra.
-Realización de material audiovisual.
-Creación de un archivo documental y fotográfico.
-Exposiciones y actividades divulgativas.
-Actuaciones de protección, conservación y preservación del patrimonio natural y minero de la sierra. 
-Recuperación de espacios de la sierra.
La principal fuente de financiación de la fundación procede, sobre todo, de subvenciones de las administraciones públicas, especialmente de la Comunidad Autónoma, los Ayuntamientos de Cartagena y La Unión, así como de la Unión Europea. Además, ha recibido ayudas de entidades privadas como las obras sociales de las antiguas Cajas de Ahorros y otras.